# Chatnahalli, Mysore
Chatnahalli là một làng thuộc tehsil Mysore, huyện Mysore, bang Karnataka, Ấn Độ.